# Naruto, Tokushima
Naruto (鳴門市 (Minh Môn Thị) Naruto-shi) là một thành phố thuộc tỉnh Tokushima, Nhật Bản.

## Hình ảnh

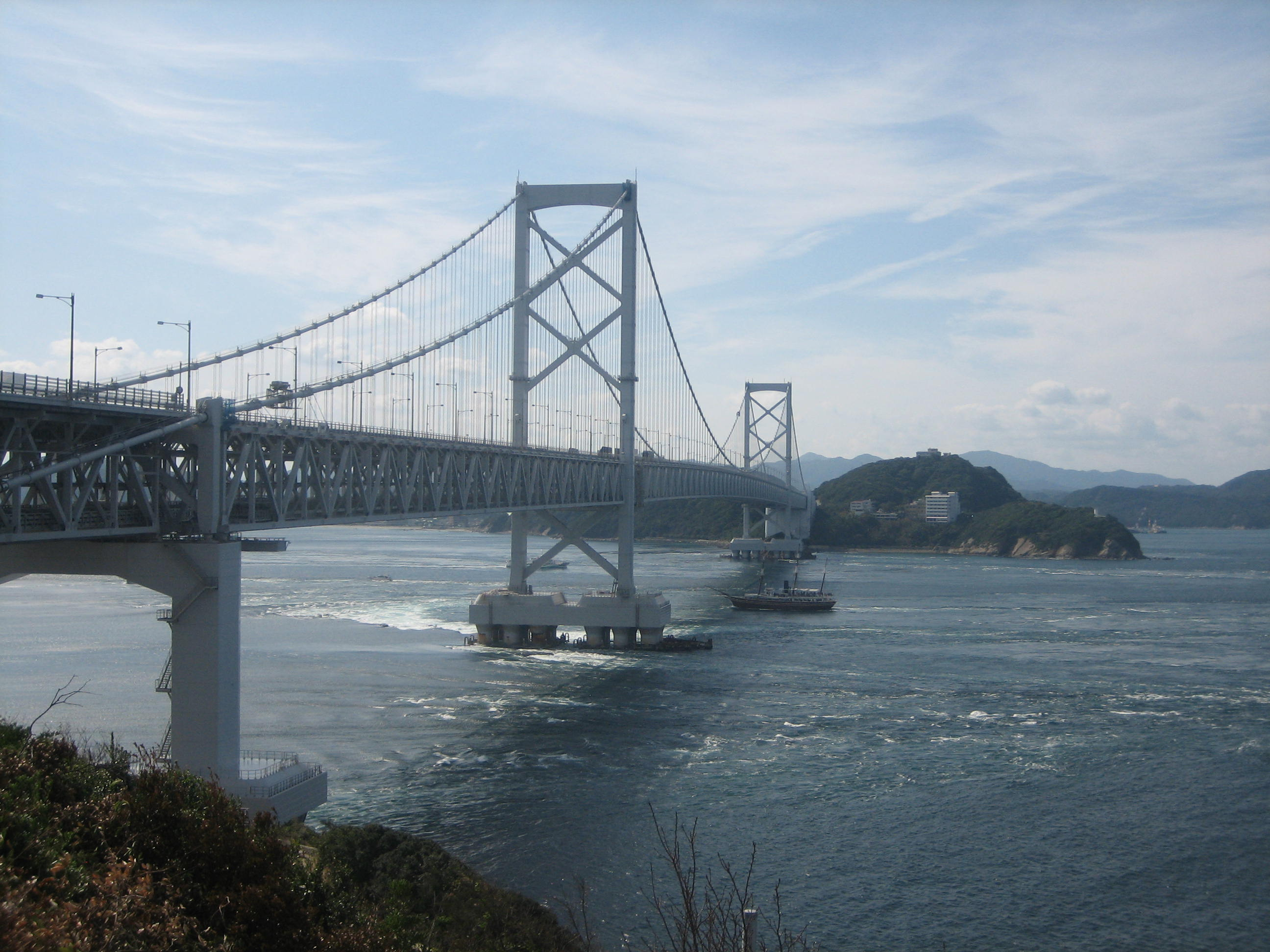
大鳴門橋
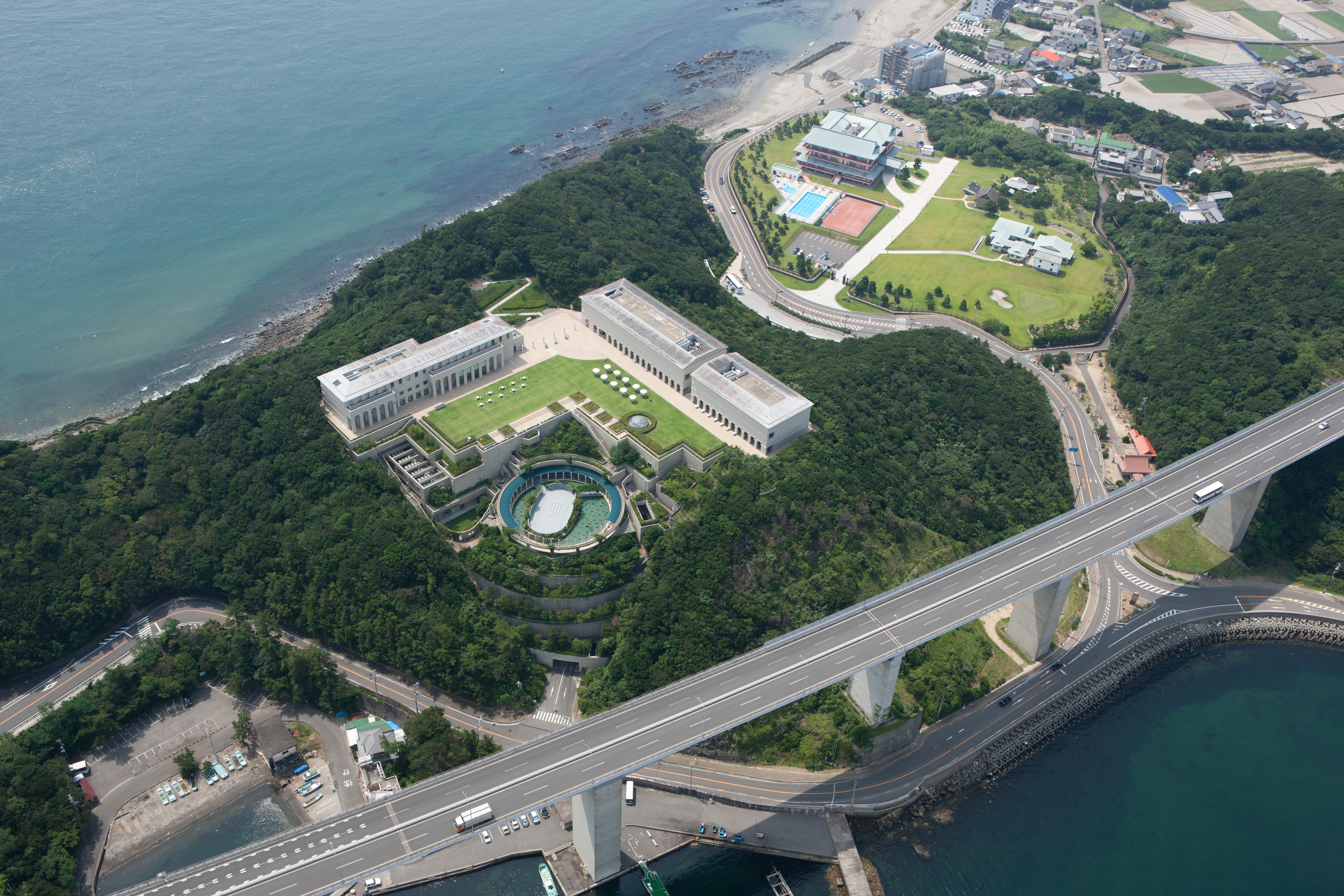
鳴門公園
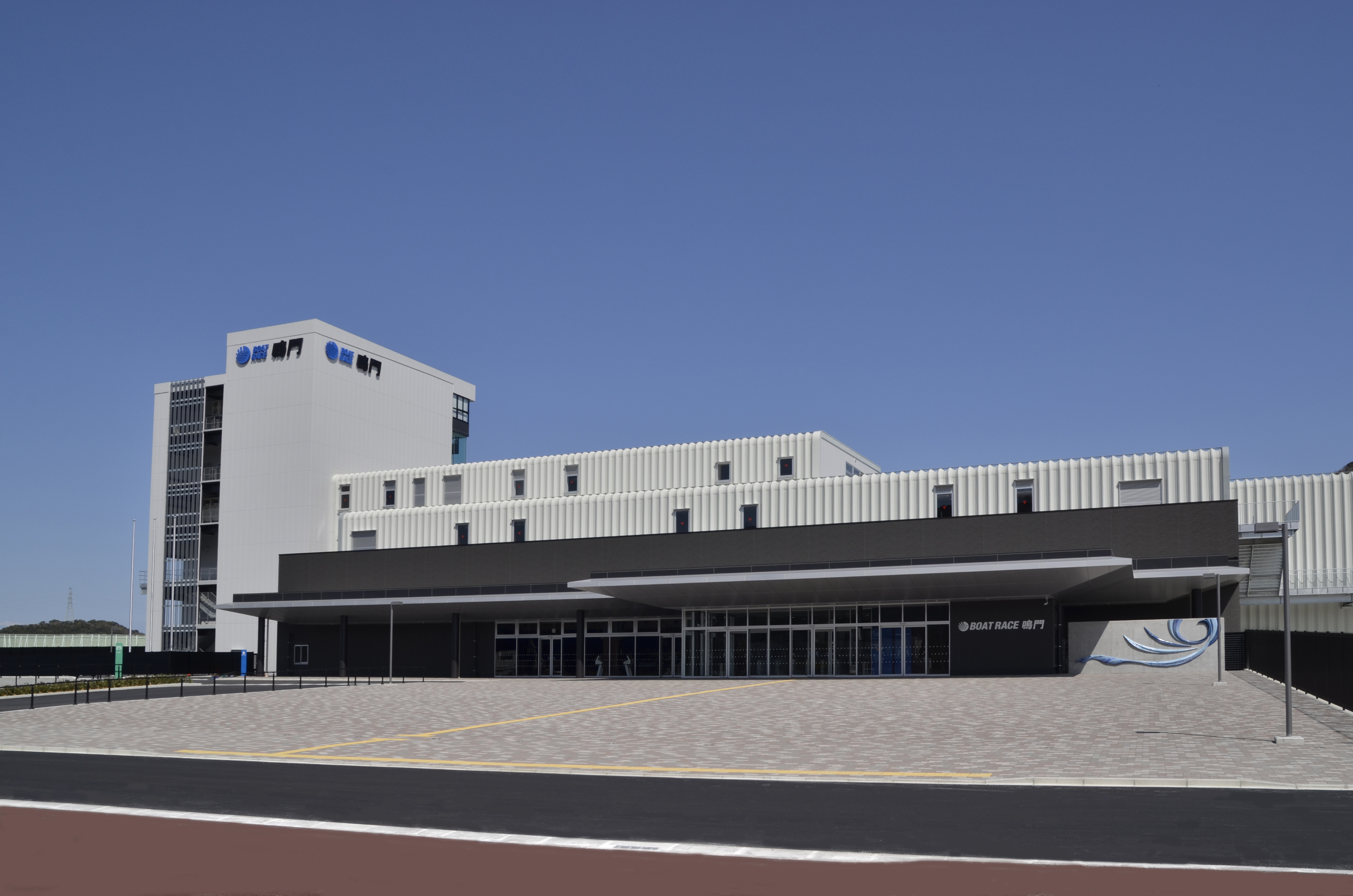
鳴門競艇場
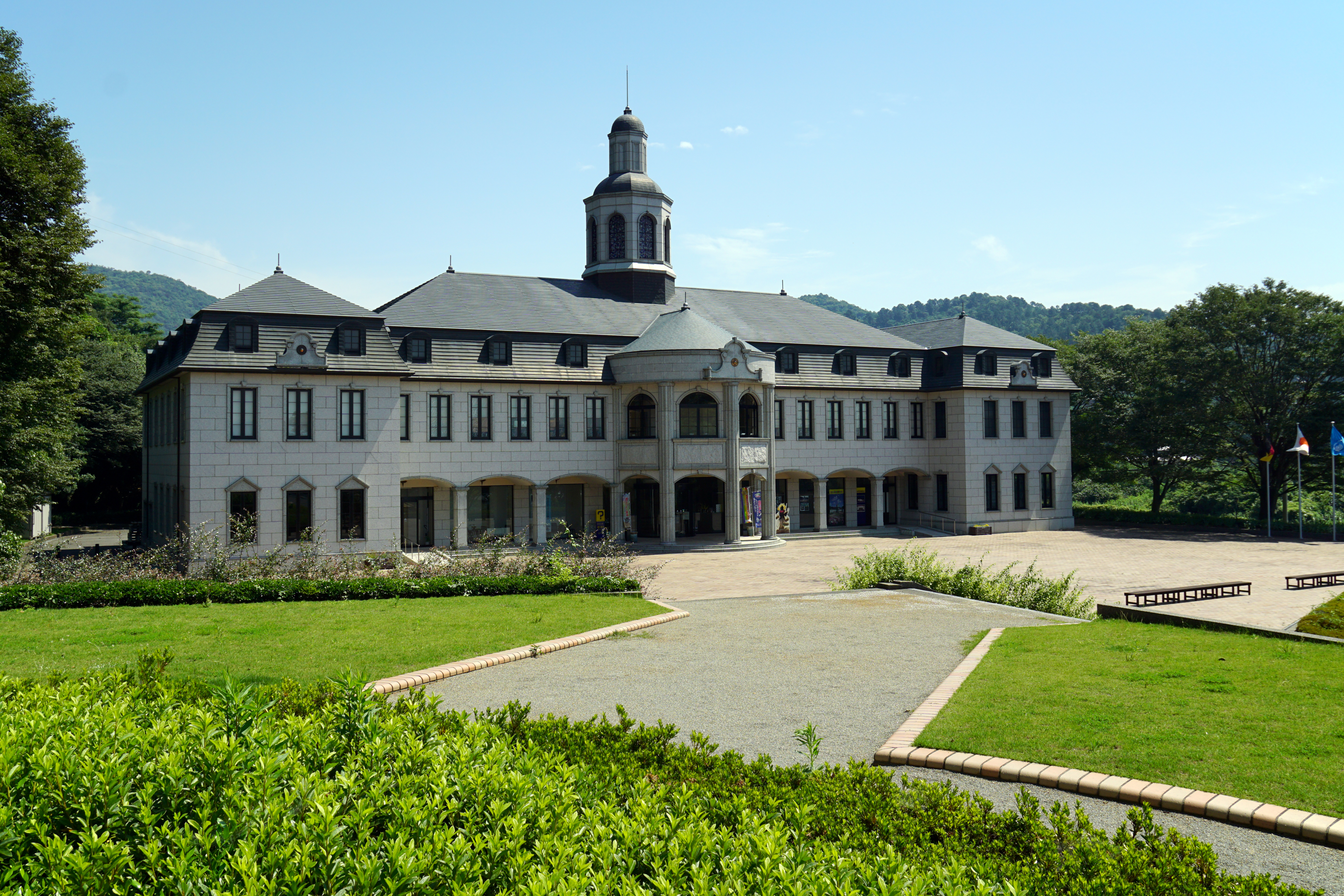
鳴門市ドイツ館
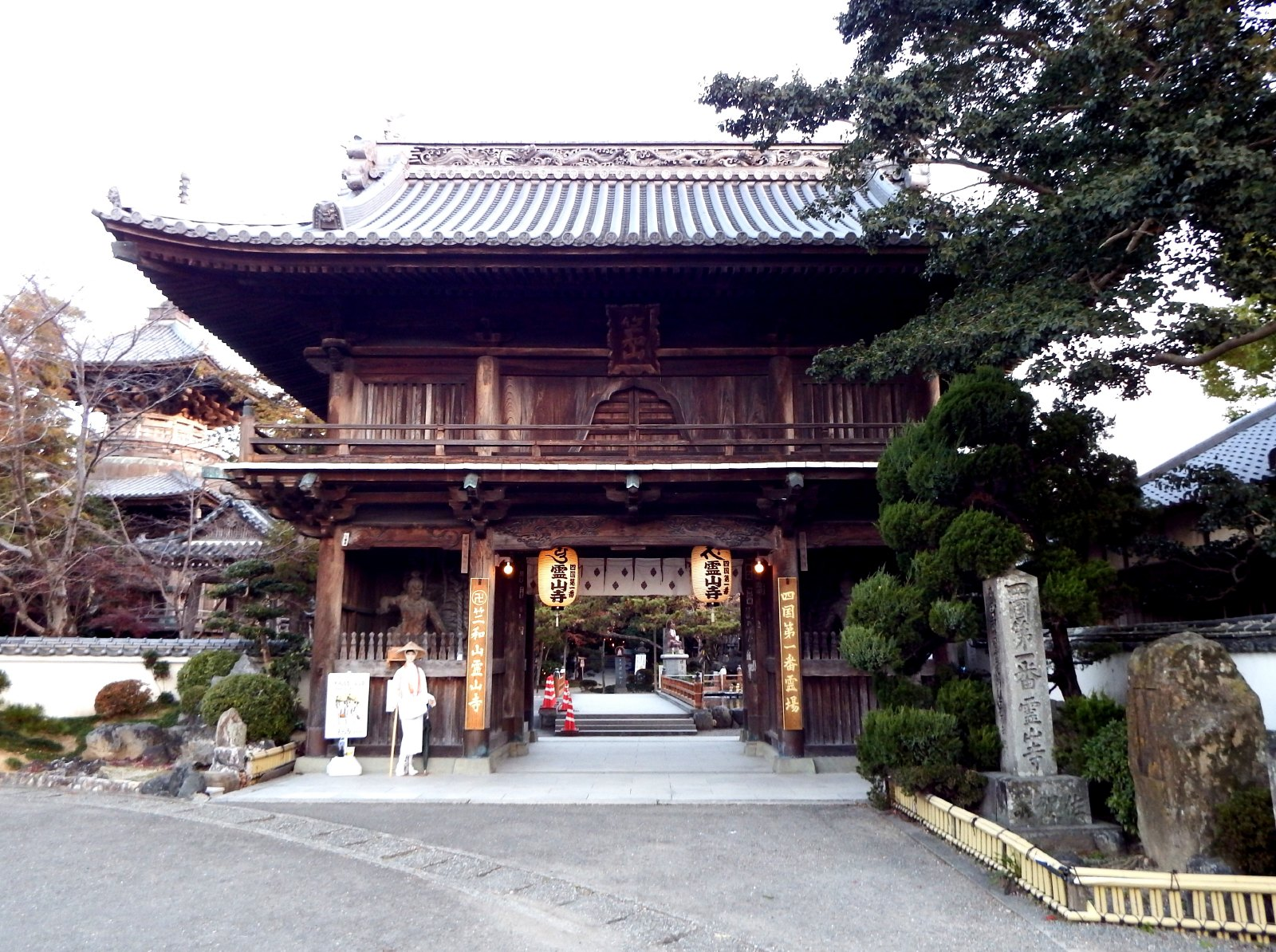
霊山寺
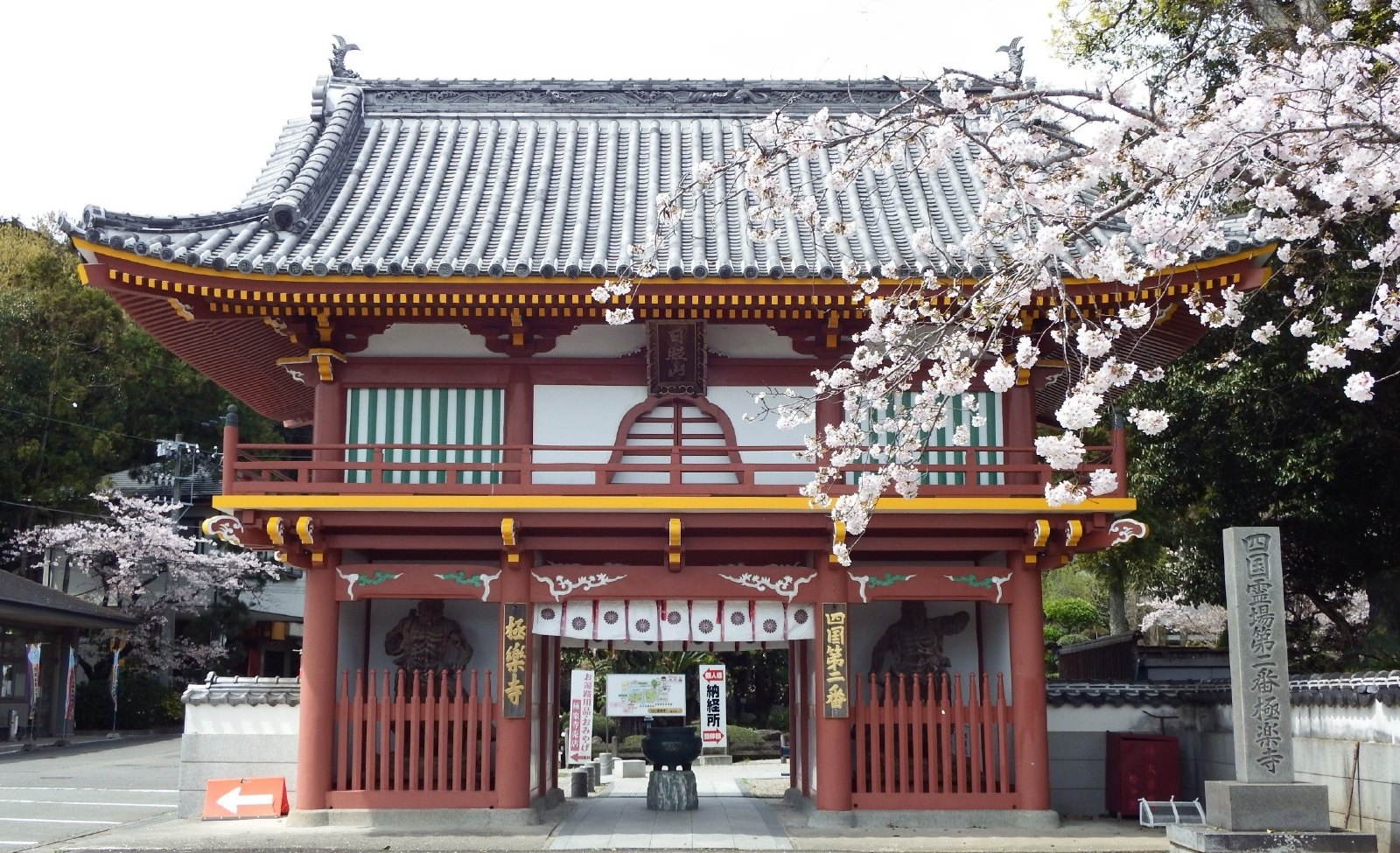
極楽寺
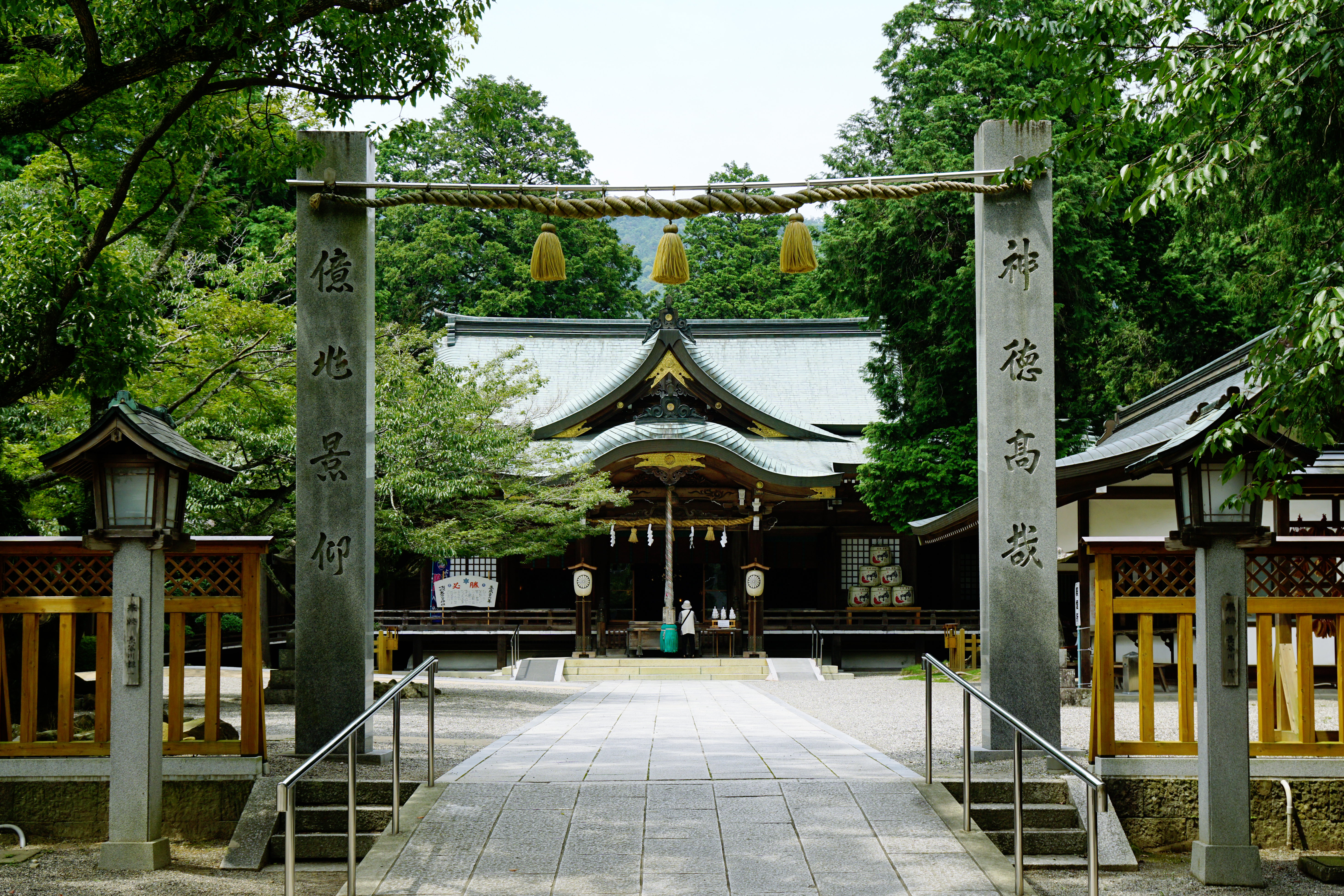
大麻比古神社
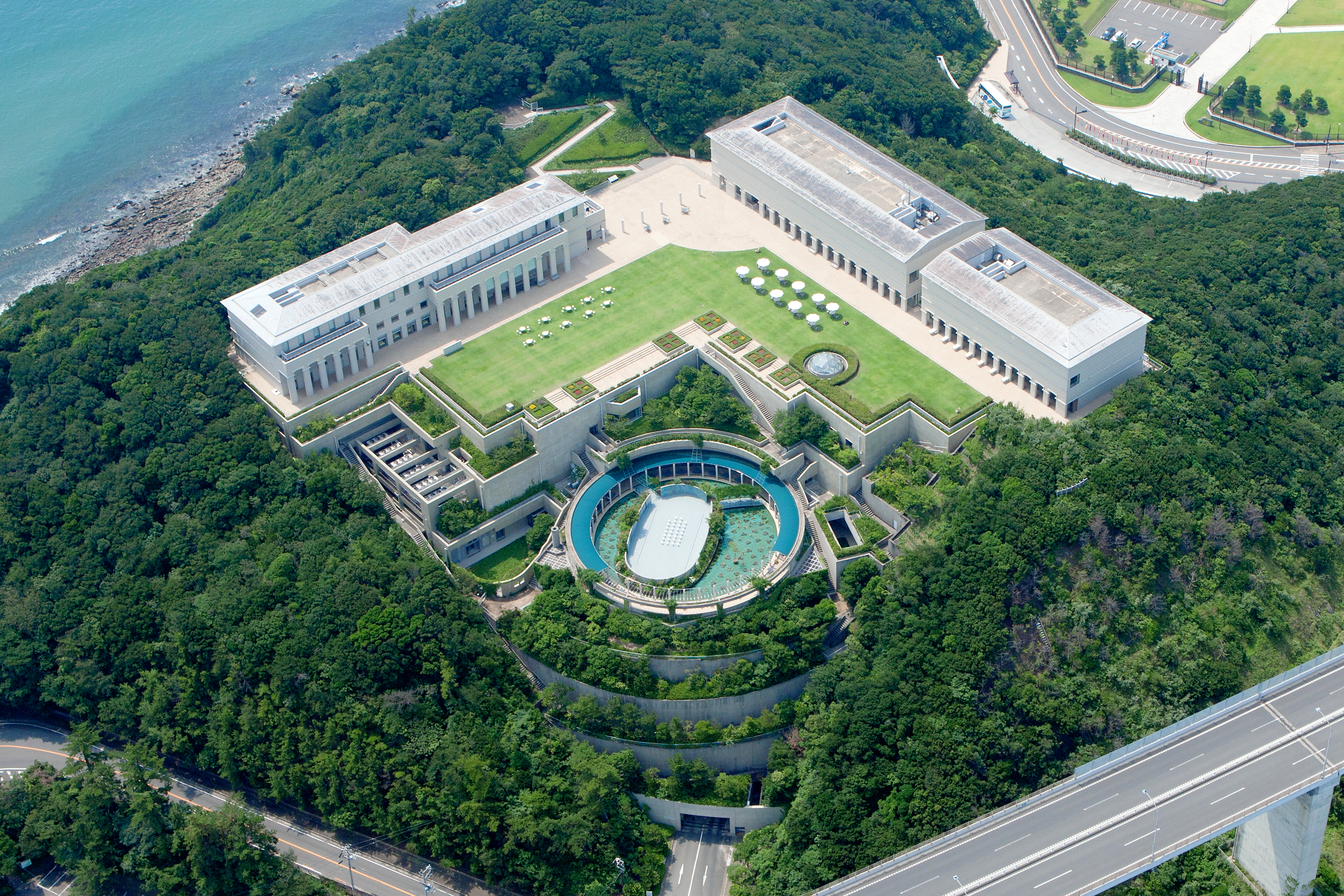
大塚国際美術館
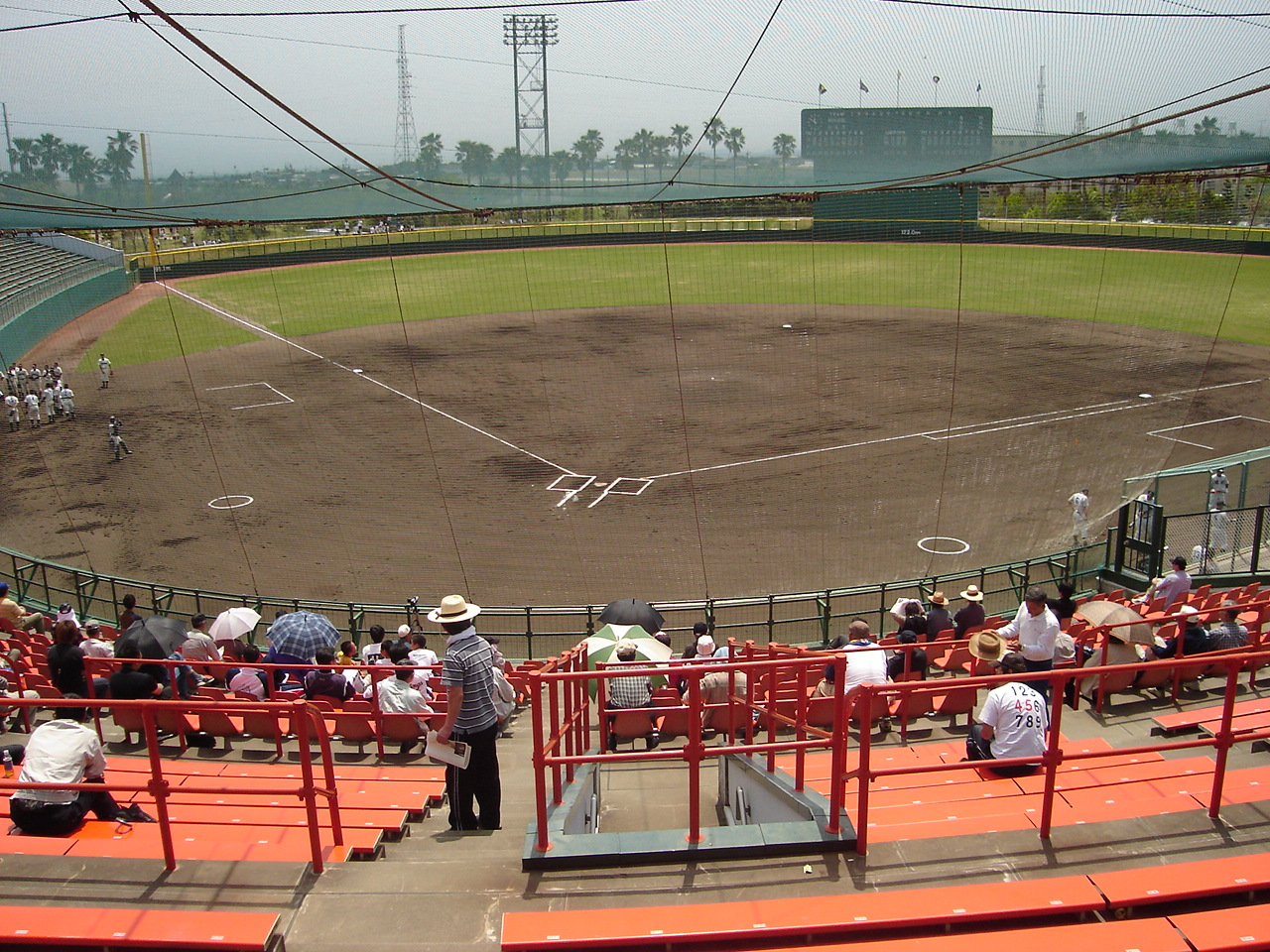
徳島県鳴門総合運動公園野球場
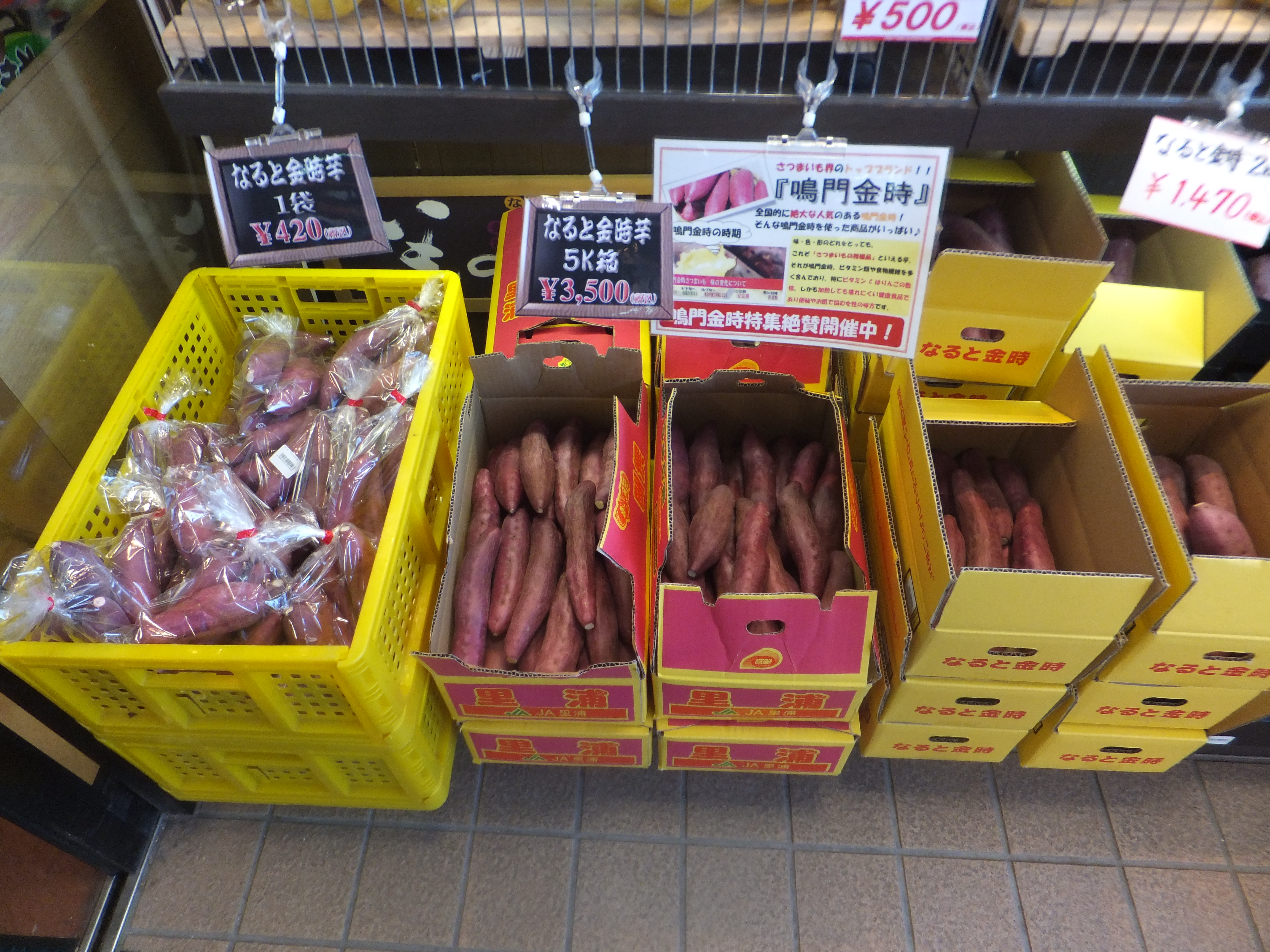
鳴門金時